# Houegbadja
Aho Houegbadja war der dritte König von Dahomey. Er folgte auf seinen Onkel Dakodonu und regierte von 1645 bis 1685.
Houegbadja war der erste Herrscher der Dynastie, dessen Herrschaftszentrum in Abomey stand: Er gründete die Stadt durch den Bau seines Palastes („Agbome“) inmitten des Festungswalles. Er soll ein weiser Herrscher gewesen sein, der von seinem Volk respektiert wurde. Er verordnete Gesetze, benannte Minister und entwickelte eine leistungsfähige Bürokratie. Dazu entwickelte er einen religiösen Kult und eine politische Kultur, die charakteristisch für Dahomey wurden. Houegbadjas Symbole waren Fisch, Fischfalle und Knüppel.
Houegbadjas Nachfolger wurde sein Sohn Houessou Akaba.
| Vorgänger | Amt                         | Nachfolger     |
| --------- | --------------------------- | -------------- |
| Dakodonu  | König von Dahomey 1645–1685 | Houessou Akaba |

| Personendaten    | Personendaten             |
| ---------------- | ------------------------- |
| NAME             | Houegbadja                |
| ALTERNATIVNAMEN  | Aho Houegbadja            |
| KURZBESCHREIBUNG | dritter König von Dahomey |
| GEBURTSDATUM     | vor 1645                  |
| STERBEDATUM      | nach 1685                 |